# Pezodrymadusa subinermis
Pezodrymadusa subinermis är en insektsart som beskrevs av Karabag 1961. Pezodrymadusa subinermis ingår i släktet Pezodrymadusa och familjen vårtbitare. Inga underarter finns listade i Catalogue of Life.